# Aeshnidae
Los ésnidos (Aeshnidae) son una familia odonatos anisópteros.
Incluye las libélulas más grandes de Europa y Norteamérica, que a su vez están entre las más grandes y más veloces del mundo, en especial los miembros de los géneros Aeshna y Anax; la especie africana Anax tristis tiene una envergadura de más de 125 mm, y es una de las libélulas más grandes del mundo. Hay 41 especies norteamericanas en 11 géneros incluidos en esta familia.
La mayoría de las especies europeas pertenecen a la familia Aeshnidae. Se han realizado propuestas para separar la familia en Aeshnidae y Telephlebiidae (Hawking & Theischinger, 1999).[cita requerida]

## Características
Los adultos tienen cuatro grandes y delicadas pero potentes alas que les permiten volar durante mucho tiempo sin agotarse. Sus alas están siempre extendidas horizontalmente, y les permiten volar en cualquier dirección. Su abdomen es largo y delgado, en la mayoría de los casos de color verde o azul, con manchas ocasionalmente amarillas o negras. Tienen ojos compuestos hemisféricos de gran tamaño, que les permiten una excelente visión. Son voraces predadores que usan las partes afiladas de su boca para cazar y alimentarse.

## Historia natural
Las libélulas se aparean durante el vuelo, y depositan los huevos en el agua o cerca de ella. Se alimentan de otros insectos o incluso pequeños peces.
Son extremadamente difíciles de capturar debido a su gran velocidad y manejo en el vuelo y a su excelente visión.

## Galería de imágenes

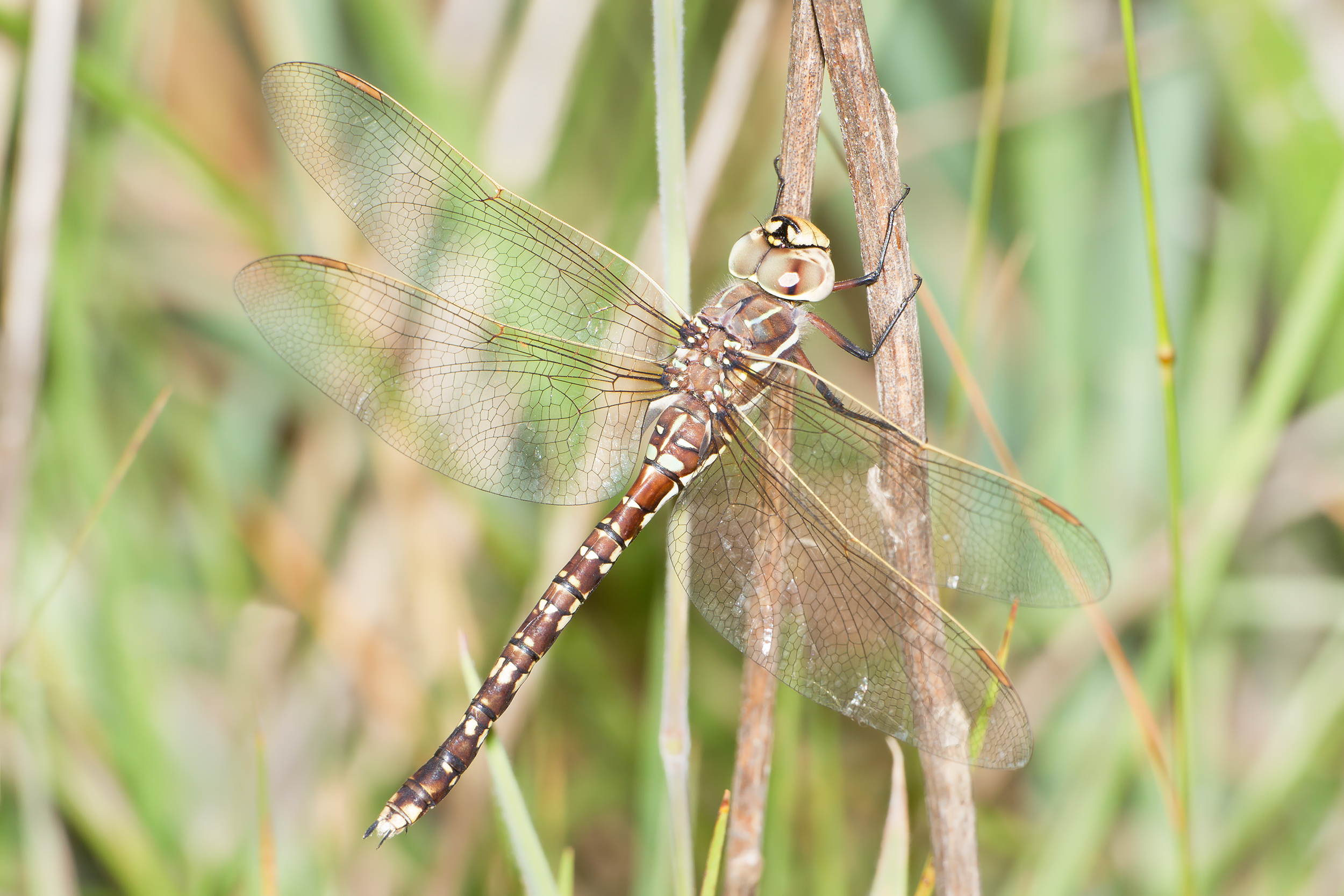
Adversaeschna brevistyla
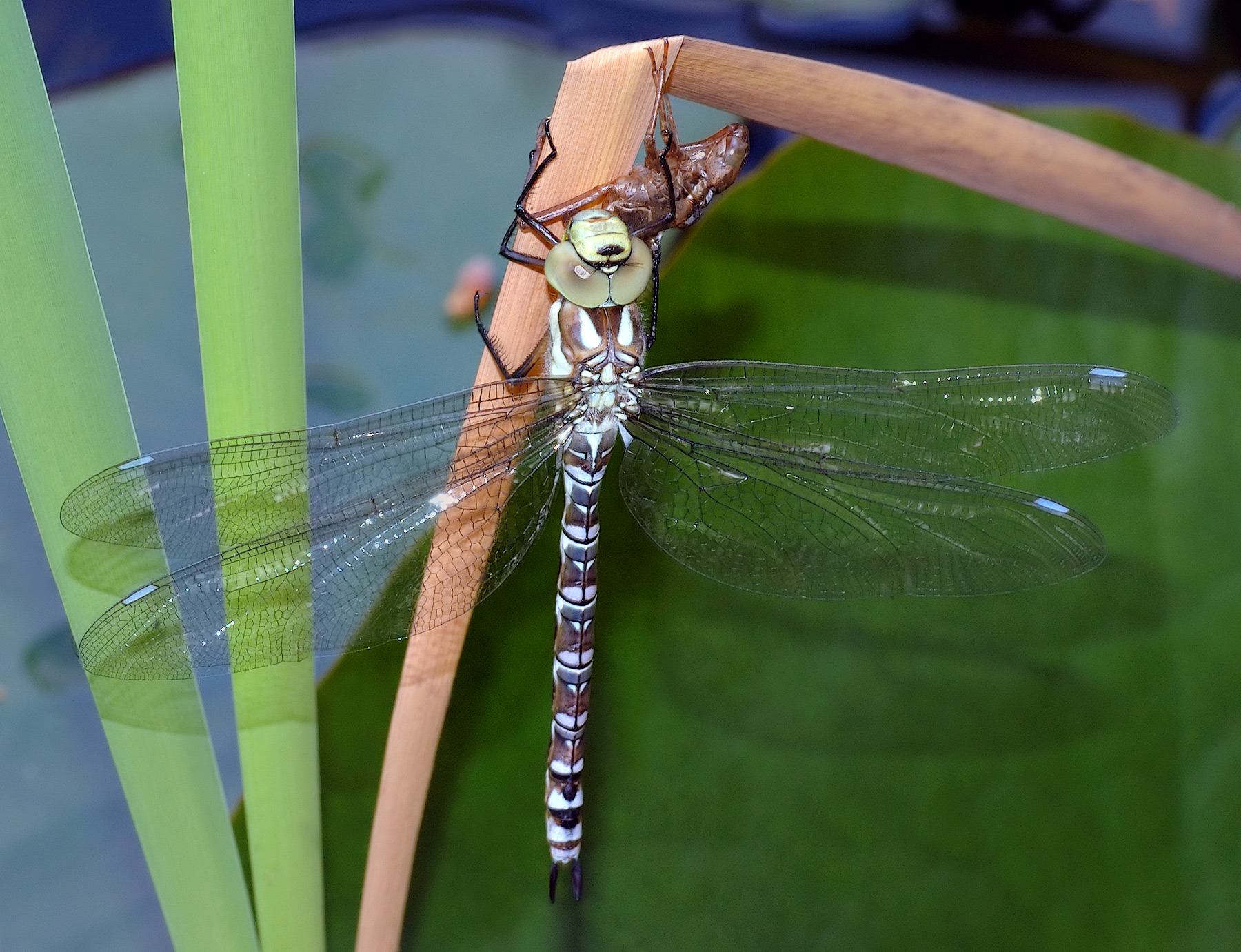
Aeshna cyanea (macho joven)
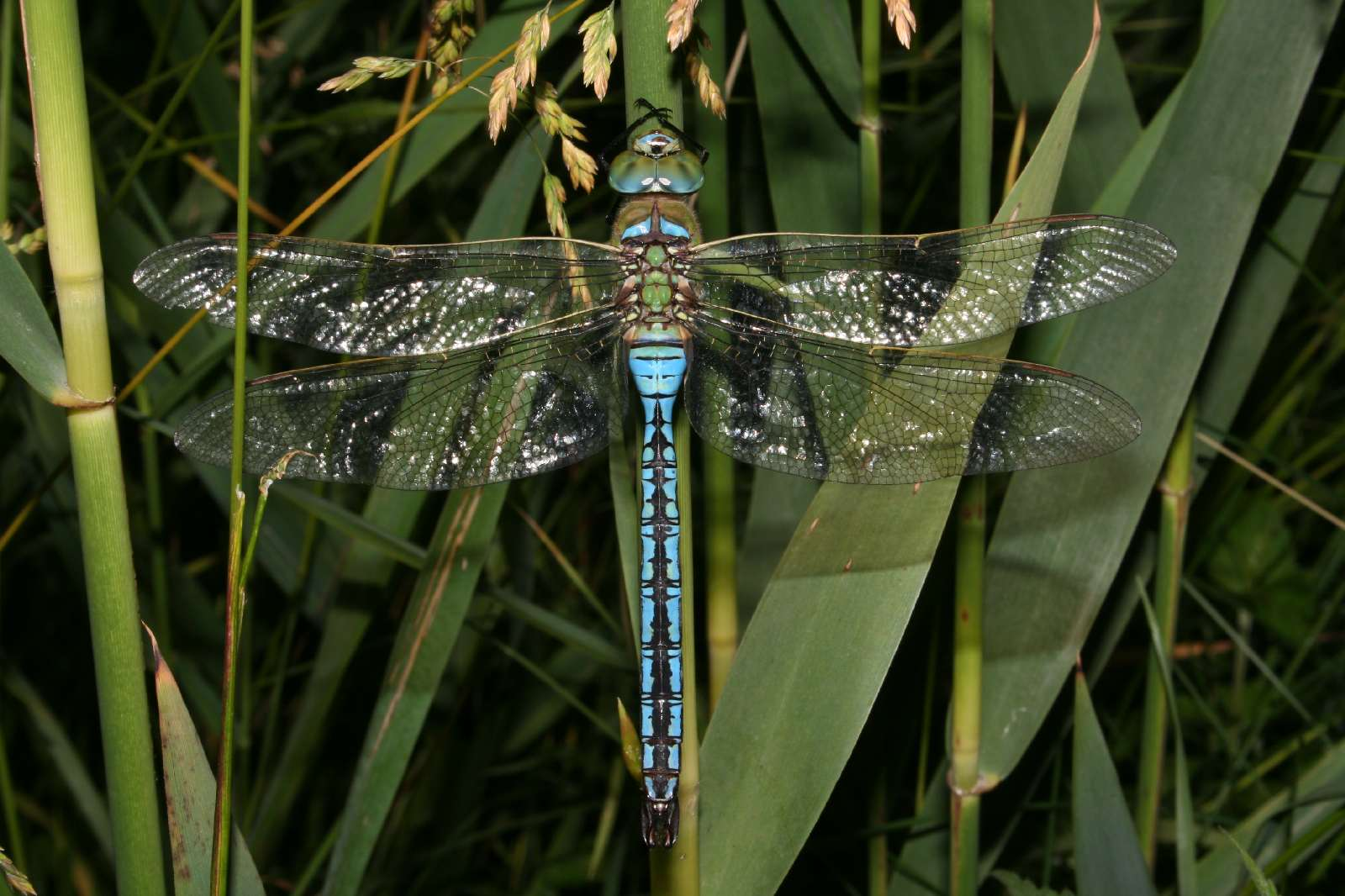
Anax imperator
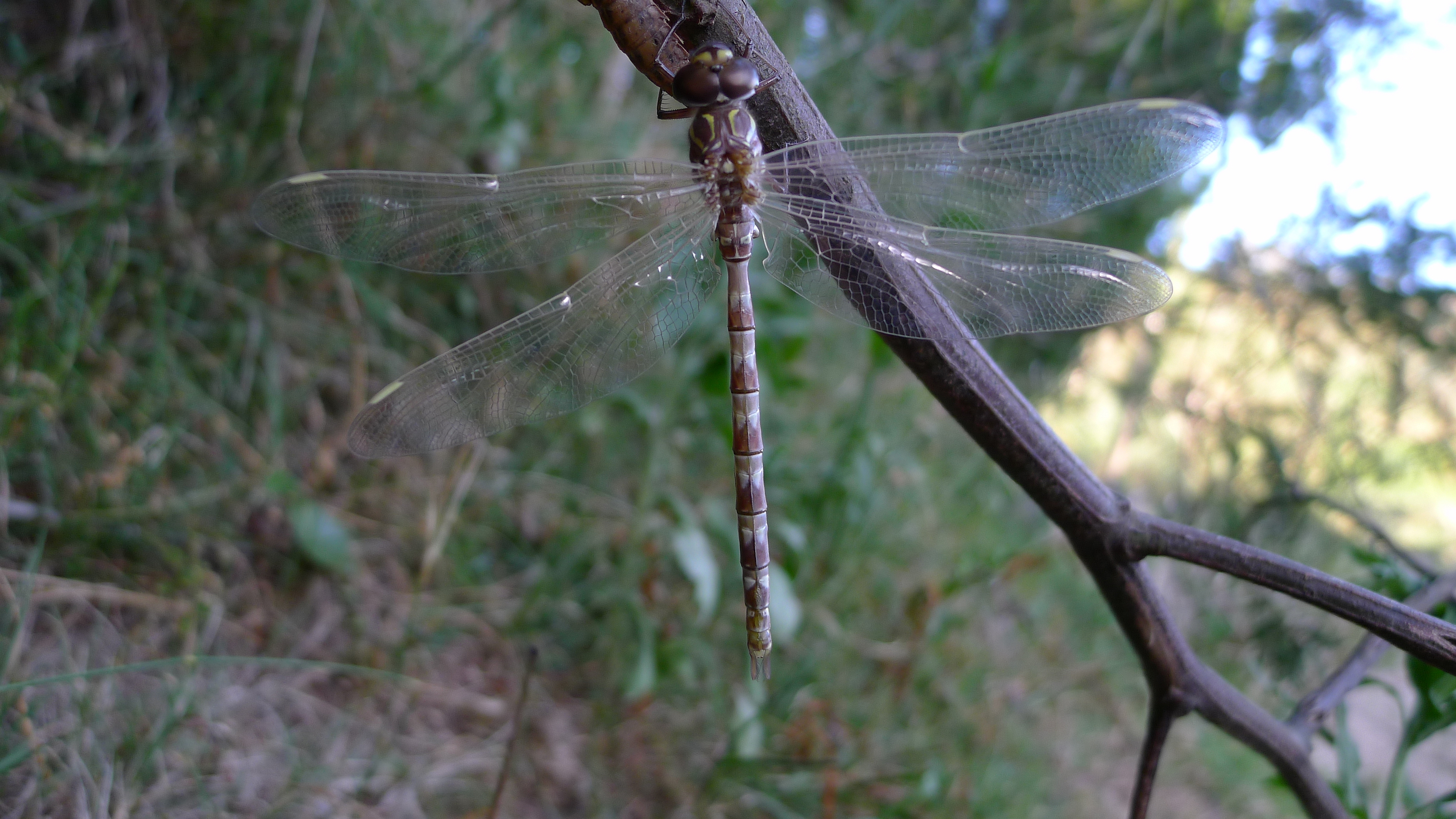
Austroaeschna unicornis
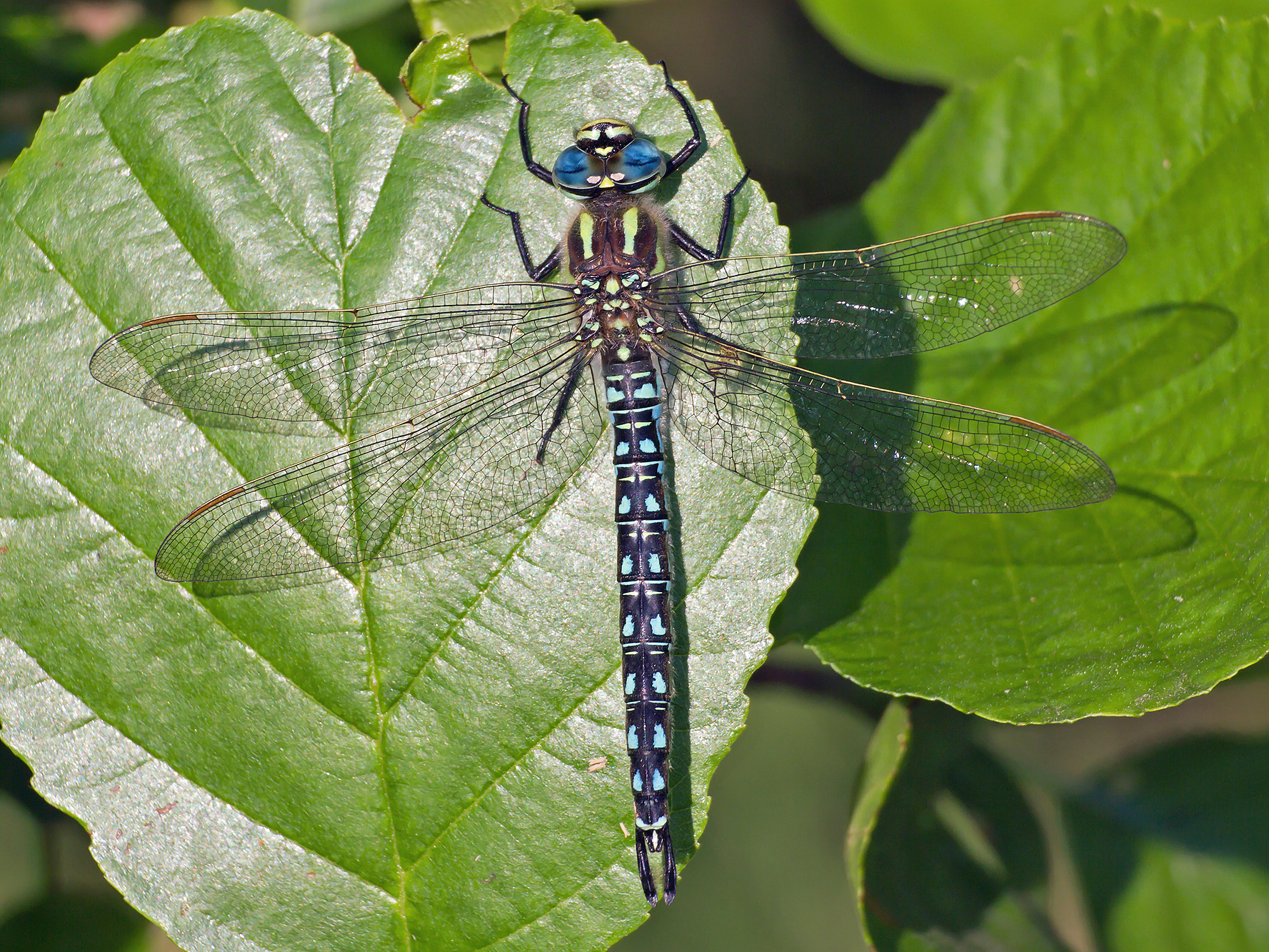
Brachytron pratense (macho)
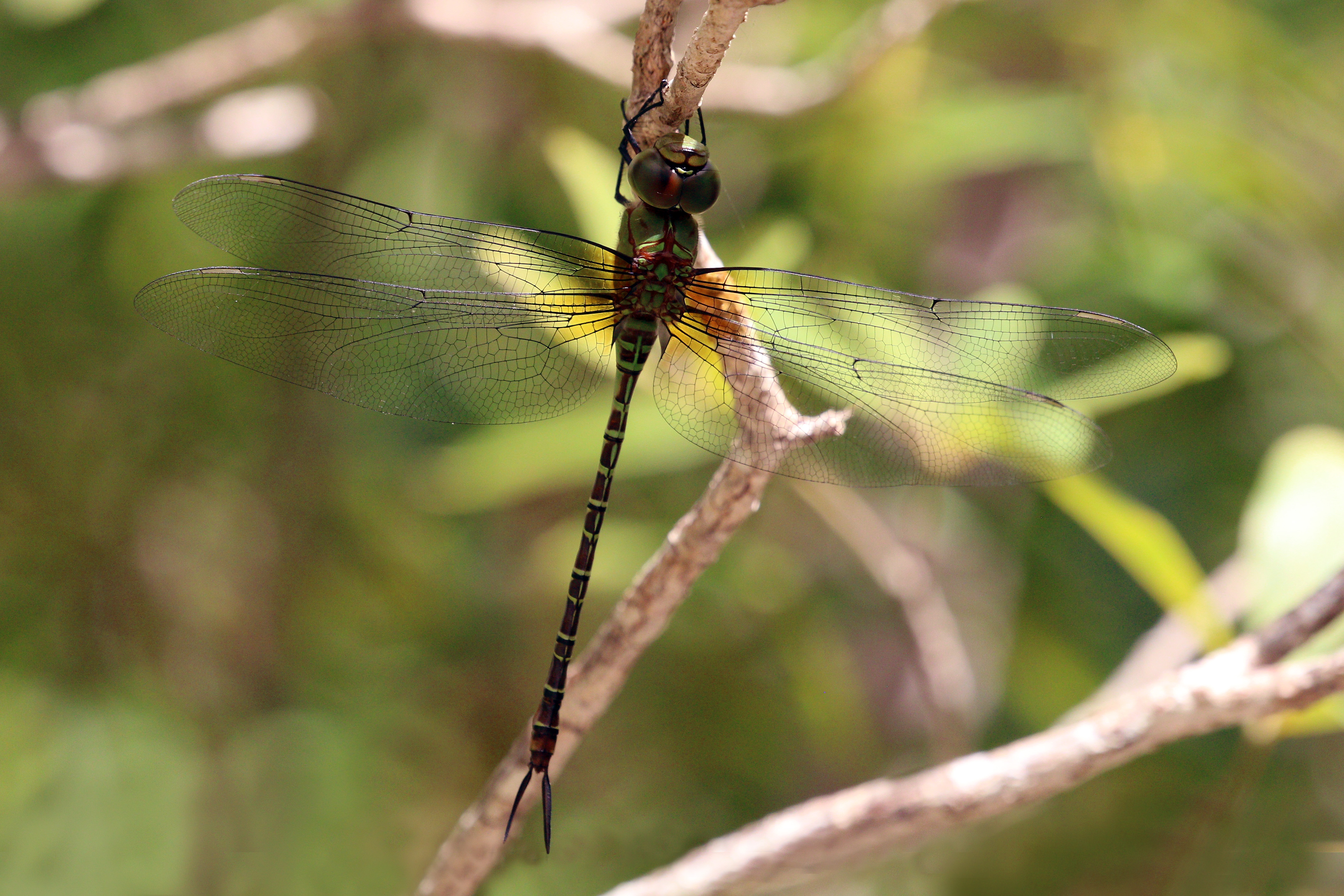
Coryphaeschna viriditas
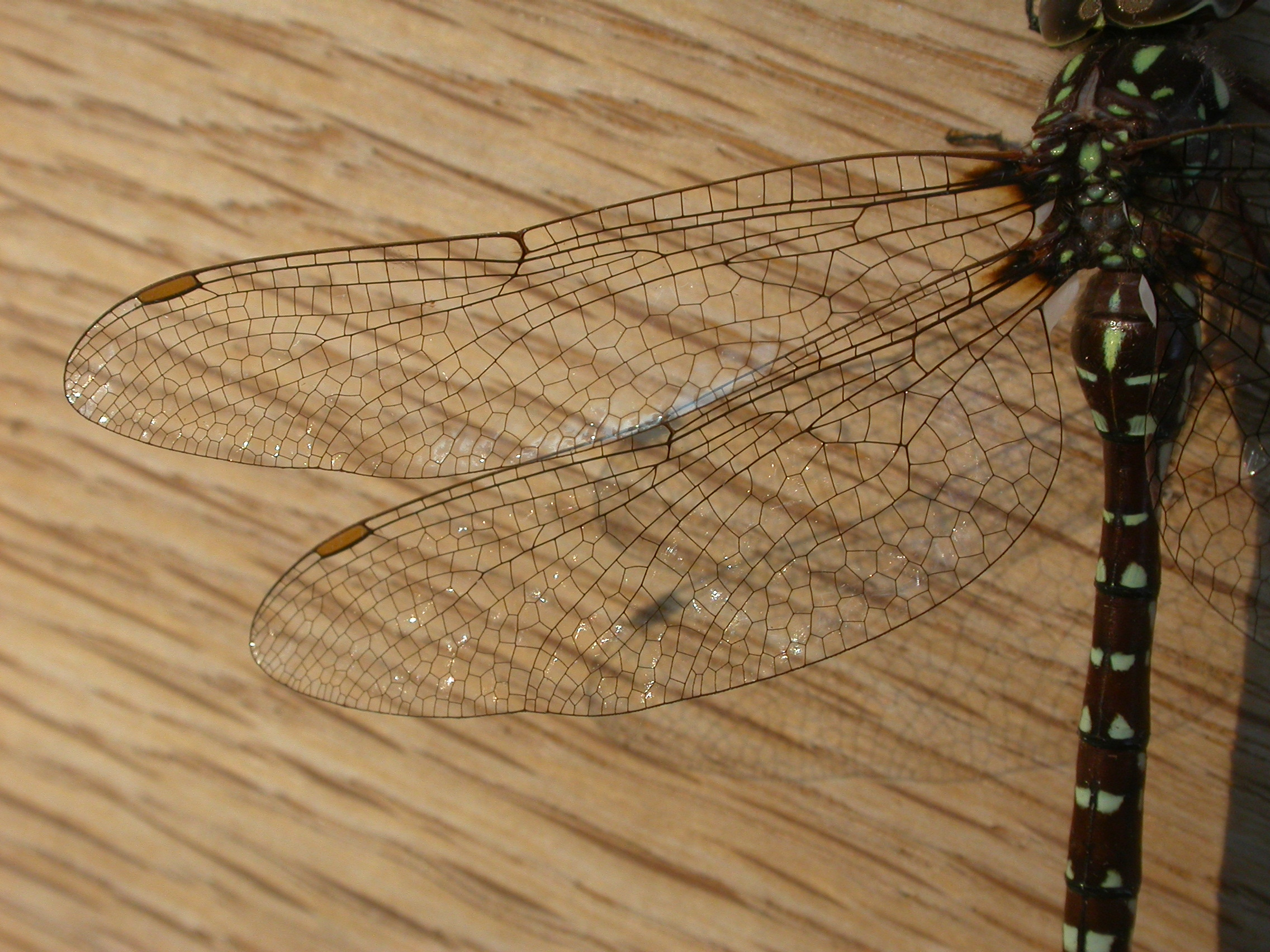
Dendroaeschna conspersa
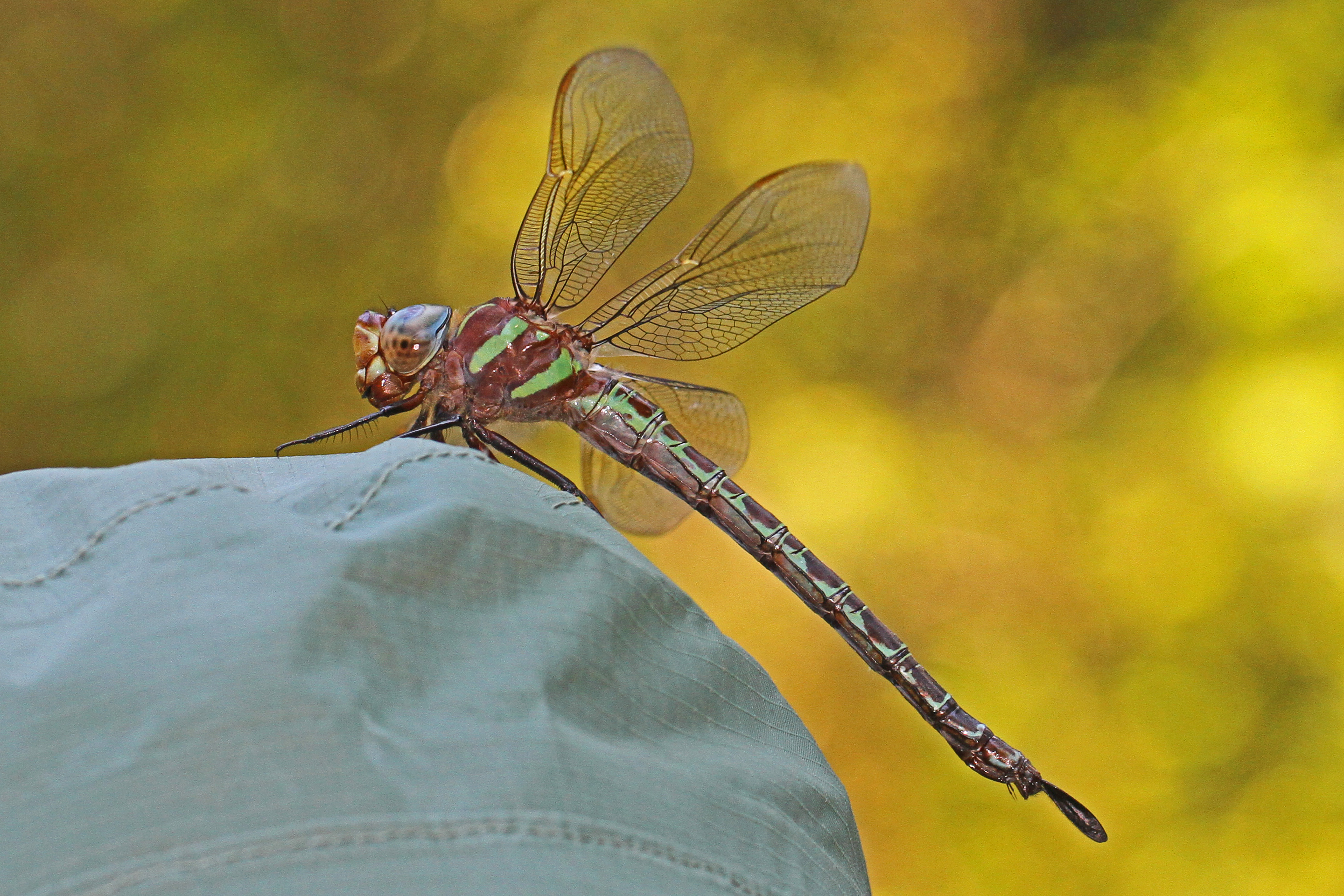
Epiaeschna heros
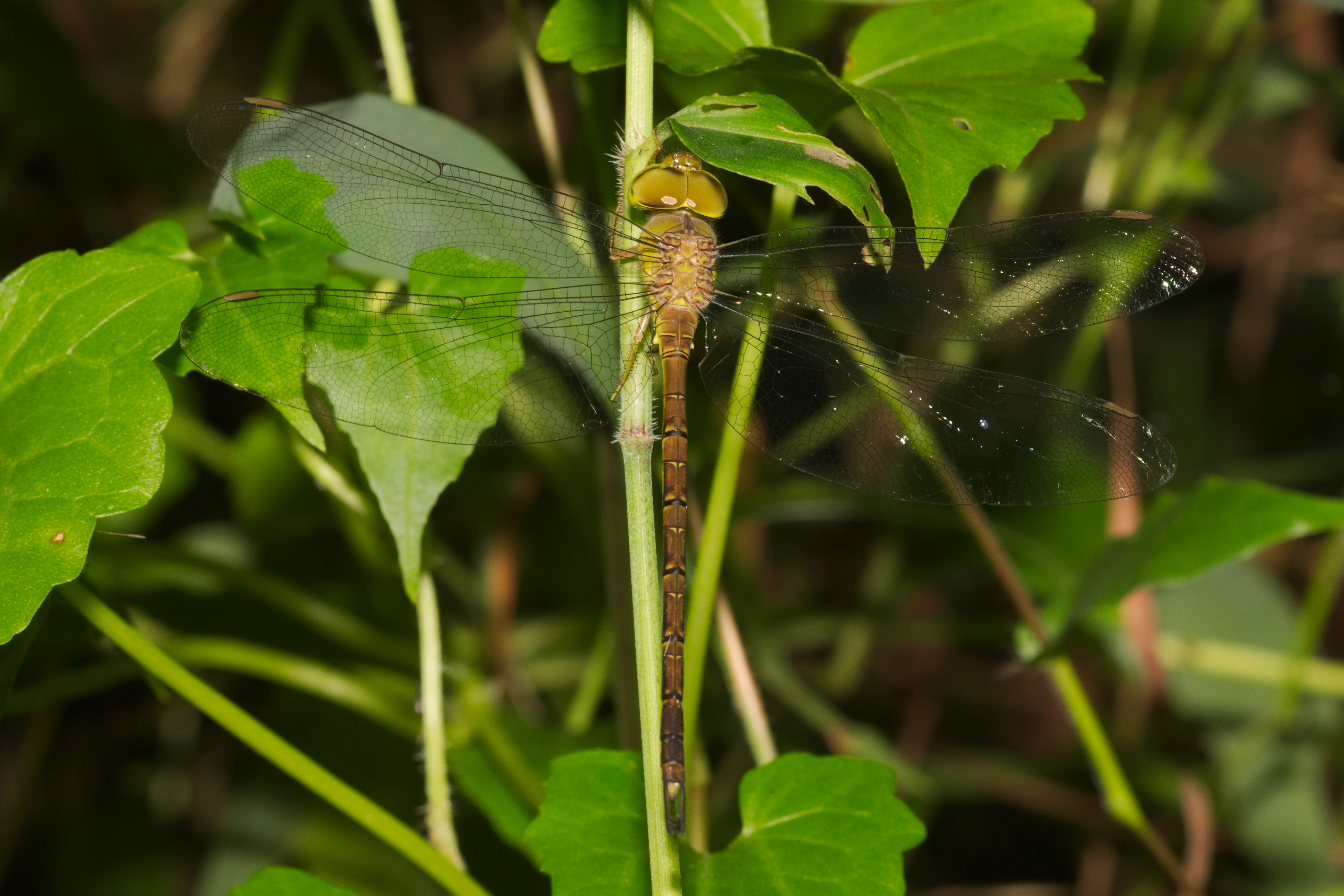
Gynacantha bayadera
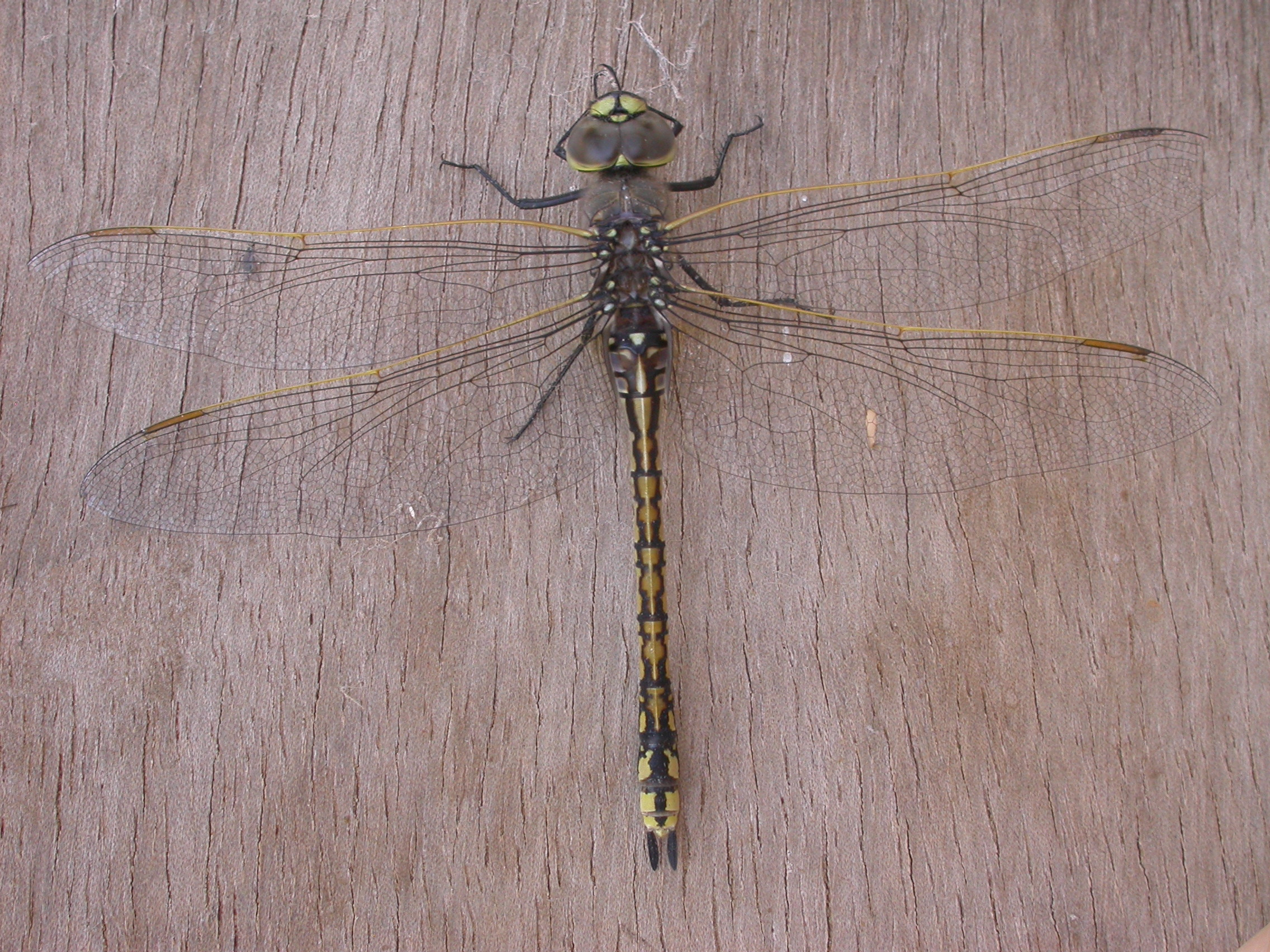
Hemianax papuensis
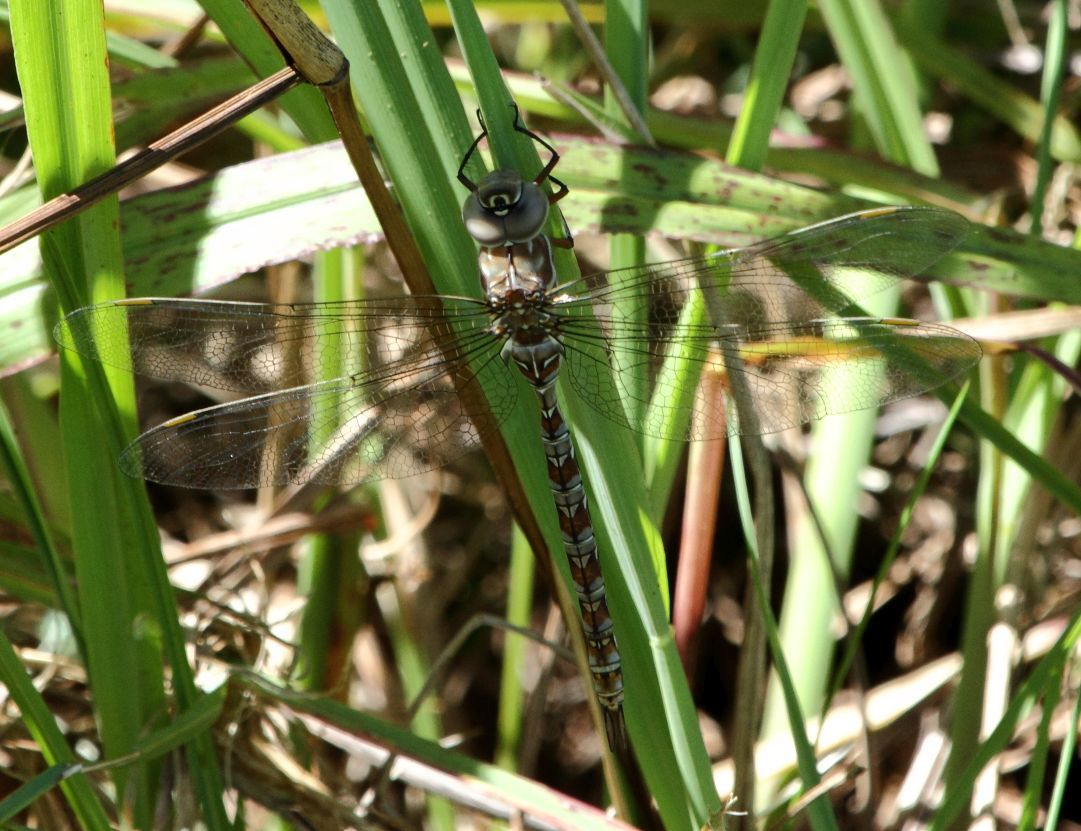
Pinheyschna subpupillata
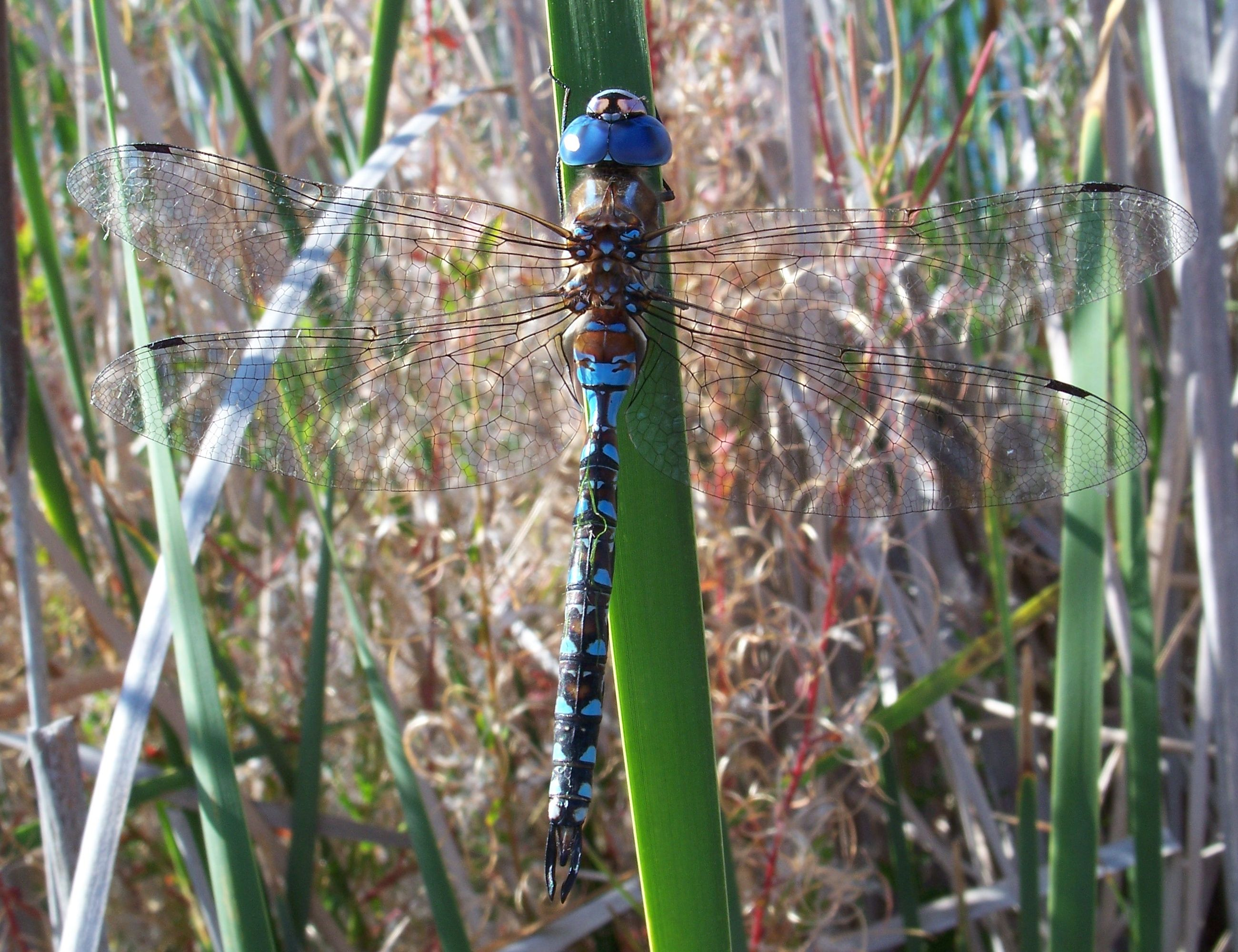
Rhionaeschna multicolor
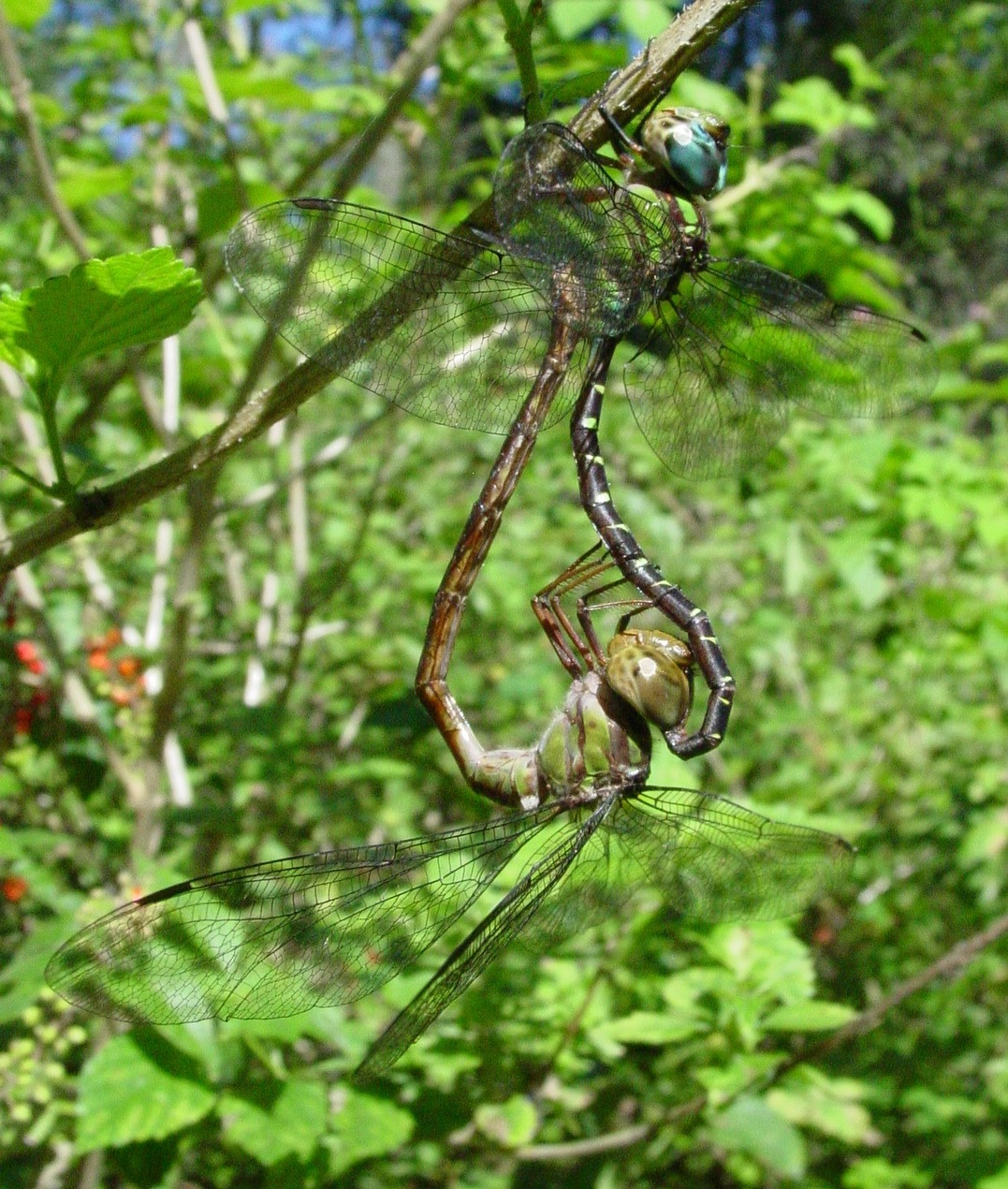
Triacanthagyna trifida